# スーパーファイト2011
スーパーファイト2011は、2011年1月24日に開催されたプロレス興行。主催はGAORA。正式名称はGAORA20周年記念 スーパーファイト2011 〜全日本プロレス・ドラゴンゲート 夢の競演〜

## 概要
- 2010年11月22日に開催発表。
- CS・CATV放送チャンネル「GAORA」開局20周年を記念して、JCBホールで開催される。大会の模様は同局で生中継。
- 全日本プロレスとDRAGON GATEを筆頭に同局が放映権を持つ男女6団体が集結。なお、全日本以外の5団体はJCBホール初進出となる。

## 参加団体
- 全日本プロレス - (AJ)
- DRAGON GATE - (DG)
- みちのくプロレス - (み)
- KAIENTAI DOJO - (KD)
- OZアカデミー - (Oz)
- センダイガールズプロレスリング - (仙)

上記団体に所属しない選手も全日を主戦場とするフリーランスを中心に参戦。
新日本プロレス(NJ)は当初参戦予定はなかったが、メインイベントに出場する予定だった5代目タイガーマスクがドクターストップで出場できなくなったため、急遽（GAORA放送試合にしばしば出場している）獣神サンダー・ライガーの参戦が決定した。
出場予定だったKzy(DG)は右足負傷のため、谷嵜なおきになる。

## 試合結果
| 第1試合 6人タッグマッチ                           |                                   |                                                         |
| ○ドラゴン・キッド(DG) BUSHI(AJ) パワプロ仮面      | 14分15秒 ウルトラ・ウラカンラナ   | 稔 横須賀享(DG) KAGETORA(DG)×                           |
| 第2試合 6人タッグマッチ                           |                                   |                                                         |
| ×尾崎魔弓(Oz) 里村明衣子(仙) アジャ・コング(Oz)   | 13分48秒 フィッシャーマンバスター | ダイナマイト・関西(Oz) カルロス天野(Oz) 永島千佳世(Oz)○ |
| 第3試合 6人タッグマッチ                           |                                   |                                                         |
| カズ・ハヤシ(AJ) TAKAみちのく(KD) ×NOSAWA論外     | 13分46秒 念仏パワーボム           | 新崎人生(み)○ TAJIRI B×Bハルク(DG)                      |
| 第4試合 シングルマッチ                            |                                   |                                                         |
| ○YAMATO(DG)                                       | 11分48秒 ギャラリア               | 大和ヒロシ(AJ)×                                         |
| 第5試合 タッグマッチ 60分1本勝負                  |                                   |                                                         |
| ○近藤修司(AJ) KAI(AJ)                             | 15分52秒 キングコングラリアット   | 土井成樹(DG) 谷嵜なおき(DG)×                            |
| セミファイナル 6人タッグマッチ                    |                                   |                                                         |
| 船木誠勝(AJ) ○鈴木みのる 望月成晃(DG)             | 16分09秒 まわし式パイルドライバー | 曙 浜亮太(AJ) スモー・フジ(DG)×                         |
| メインイベント 6人タッグマッチ 60分1本勝負        |                                   |                                                         |
| ○武藤敬司(AJ) CIMA(DG) 獣神サンダー・ライガー(NJ) | 17分54秒 シャイニングウィザード   | 諏訪魔(AJ) 吉野正人(DG) ザ・グレート・サスケ(み)×       |

## 放送

### 放送時間
生中継
- 1月24日18:00 - 22:00

再放送
- 1月29日 21:00 - 24:30
- 1月31日 13:00 - 16:30
- 2月6日 15:00 - 18:30

### 出演者
解説
- 小佐野景浩

ゲスト解説
- 桑原弘樹（江崎グリコ健康食品部Team POWERPRODUCTIONプロダクトマネジャー）
- KAORU
- 稔
- 横須賀享
- NOSAWA論外
- TAKAみちのく

実況
- 鍵野威史
- 市川勝也

応援ゲスト
いずれも当時AKB48
- 河西智美
- 石田晴香
- 佐藤すみれ